# ГЭС Женисья
ГЭС Женисья (фр. Barrage-usine de Genissiat) — гидроэлектростанция на юго-востоке Франции. Является мощной станцией в каскаде на реке Рона, находясь между ГЭС Шанси-Пуни (выше по течению, на нейтральной территории между Швейцарией и Францией) и ГЭС Сейсель.
Сооружение станции началось в 1937 году, однако из-за началаВторой мировой войны строительство было приостановлено. С 1945 года возобновились активные строительные работы, что позволило за два года завершить плотину. После накопления достаточного количества воды в 1948 году электростанцию ввели в эксплуатацию.
Река перекрыта бетонной гравитационной плотиной высотой 104 метра, длиной 165 метров, шириной от 9 (по гребню) до 57 метров. Она удерживает вытянутое по долине реки водохранилище с объёмом 56 млн м3.
Машинный зал, расположенный у подножия плотины, оборудован шестью турбинами типа Фрэнсис мощностью по 70 МВт, работающих при напоре в 67 метров (самый большой в каскаде, ближайший показатель у станции Боллен — только 22,5 метра). Это позволяет производить более 1,6 млрд кВт-год электроэнергии в год.
На станции находится диспетчерский центр, из которого осуществляется управление другими ГЭС на верхней Роне.